# Jean Couvreur
Pour les articles homonymes, voir Couvreur (patronyme).
Jean Couvreur est un mécanicien français.
Il fait partie de l'Expédition d'Égypte.
Conté installe en 1799 des ateliers dans l'île de Roudah, près du Caire. Couvreur est chef de l'atelier des Armes précieuses et "autres objets de ce genre"